# Itaguaçu
Itaguaçu est une municipalité brésilienne située dans l'État de l'Espirito Santo.